# Генциобиоза
Генциобио́за, также амигдало́за — органическое соединение, дисахарид, который состоит из двух остатков D-глюкозы, посредством β(1 → 6)-гликозидных связей. Это белое кристаллическое твёрдое вещество, растворимое в воде или в горячем метаноле, гигроскопична. В природе встречается только в соединениях. Генцибиоза входит в состав кроцина, химического соединения, которое придает шафрану свой цвет, также встречается в составе гликозида — амигдалина. Является продуктом карамелизации глюкозы.
Получается путём гидролиза амигдалина, а также трисахарида генцианозы. Генцибиозу также получают при продолжительном действии эмульсина на разбавленные растворы глюкозы.